# Fillols
Fillols (în catalană Fillols) este o comună în departamentul Pyrénées-Orientales din sudul Franței. În 2009 avea o populație de 157 de locuitori.

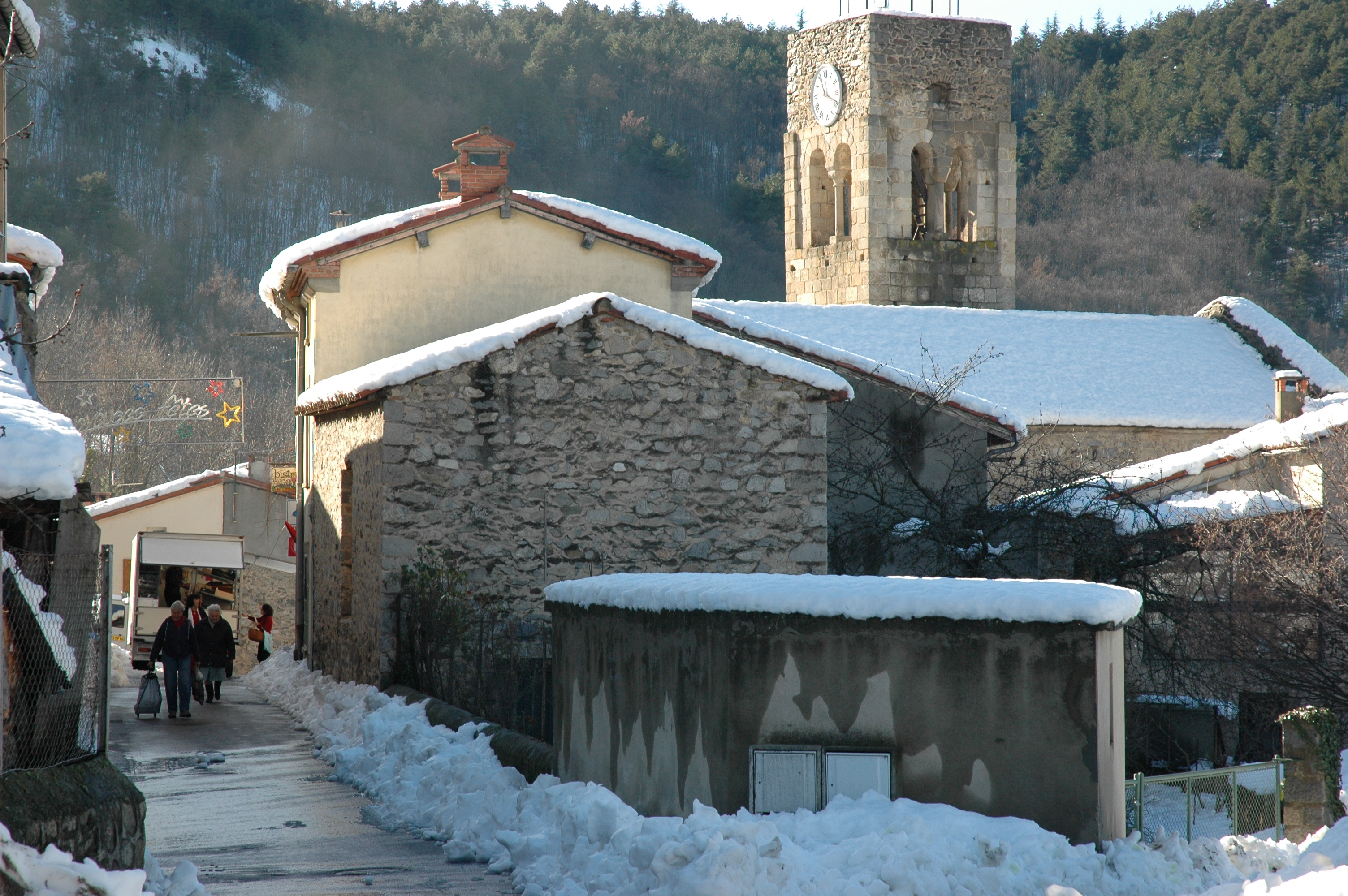
Fillols

## Evoluția populației
| An        | 1975 | 1982 | 1990 | 1999 | 2006 | 2009 |
| --------- | ---- | ---- | ---- | ---- | ---- | ---- |
| Populație | 141  | 163  | 141  | 141  | 150  | 157  |